# Poltavchenskoye
Poltavchenskoye (del ruso: Полтавченское) es un seló del raión de Kushchóvskaya del krai de Krasnodar, en Rusia. Está situado en las llanuras de Kubán-Priazov, junto al límite del óblast de Rostov, a orillas del río Rososh, tributario del Elbuzd, de la cuenca del Kagalnik, 35 km al nordeste de Kushchóvskaya y 204 km al norte de Krasnodar, la capital del krai. Tenía 898 habitantes en 2010
Es cabeza del municipio Poltavchenskoye, al que pertenecen asimismo Krásnaya Slobodka, Krutoyarski, Serebrianka.

## Personalidades
- Piotr Abrámov (1915-2007), Héroe de la Unión Soviética.